# Стрибки у воду на літніх Олімпійських іграх 2024 — синхронний трамплін, 3 метри (жінки)
Змагання з синхронних стрибків у воду з трьохметрового трампліна серед жінок на літніх Олімпійських іграх 2024 відбулися 27 липня в Паризькому центрі водних видів спорту. Це була 7-ма поява цієї дисципліни на Олімпійських іграх. Її проводили на всіх Олімпіадах починаючи з 2000 року.

## Розклад
Вказано центральноєвропейський час (UTC+1)
| Дата          | Час   | Раунд |
| ------------- | ----- | ----- |
| 27 липня 2024 | 15:00 | Фінал |

## Результати
| Місце | Стрибунки                        | Країна                | Фінал       | Фінал       | Фінал       | Фінал       | Фінал       | Фінал  | Фінал |
| Місце | Стрибунки                        | Країна                | 1-й стрибок | 2-й стрибок | 3-й стрибок | 4-й стрибок | 5-й стрибок | Очки   |       |
| ----- | -------------------------------- | --------------------- | ----------- | ----------- | ----------- | ----------- | ----------- | ------ | ----- |
| 1     | Чень Ївень Чан Яні               | Китай (CHN)           | 52.80       | 51.00       | 77.40       | 79.98       | 76.50       | 337.68 |       |
| 2     | Сара Бейкон Кессіді Кук          | США (USA)             | 49.80       | 51.00       | 71.10       | 72.54       | 70.20       | 314.64 |       |
| 3     | Ясмін Гарпер Скарлетт Н'ю Єнсен  | Велика Британія (GBR) | 50.40       | 46.20       | 63.90       | 71.10       | 70.68       | 302.28 |       |
| 4     | К'яра Пеллакані Елена Бертоккі   | Італія (ITA)          | 49.20       | 45.00       | 68.40       | 68.82       | 62.10       | 293.52 |       |
| 5     | Меддісон Кіні Аннабель Сміт      | Австралія (AUS)       | 47.40       | 48.00       | 73.80       | 74.40       | 48.60       | 292.20 |       |
| 6     | Єтте Мюллер Лена Гентшель        | Німеччина (GER)       | 48.60       | 48.00       | 64.80       | 67.89       | 59.40       | 288.69 |       |
| 7     | Вікторія Кесарь Анна Письменська | Україна (UKR)         | 45.60       | 42.00       | 57.60       | 54.87       | 51.30       | 251.37 |       |
| 8     | Наїс Жіллє Жюлі Ланді            | Франція (FRA)         | 42.00       | 43.80       | 48.72       | 51.24       | 54.27       | 240.03 |       |